# Michele Sage
Michele Jeanette Sage Navarrete (Ciudad de Panamá, Panamá, 12 de noviembre de 1969) es una modelo panameña y campeona de concursos de belleza y ganadora del Señorita Panamá 1994. representó a Panamá en Miss Universo 1995.

## Biografía
Sage que tiene 5′ 7″ (1,71 m) de estatura, compitió en el certamen nacional de belleza Señorita Panamá 1994, el 3 de septiembre de 1994, y obtuvo el título de Señorita Panamá Universo . Representó al estado de Panamá Centro.  También representó a Panamá en Miss Universo 1995, el certamen número 44 de Miss Universo se llevó a cabo en el Windhoek Country Club Resort, en Windhoek, Namibia el 12 de mayo de 1995. Tenía 18 años en las preliminares.